# Det Elektriske Barometer
Det Elektriske Barometer eller bare Barometeret var et radioprogram, der startede i november 1986 på Danmarks Radios P1 - som en del af ungdomsfladen 'P4 i P1'. I 1997 blev programmet flyttet til P3. Programmet blev sendt søndag aften og bestod af en lytterbestemt hitliste, der primært fokuserede på den alternative musikscene og har i tidens løb været de første til at give airplay til bands som bl.a. Psyched Up Janis, The Raveonettes, Mew, Sterling, Moi Caprice, Nephew osv.
En vigtig bestanddel af programmet var lytternes breve, der blev læst højt. Disse indeholdte lytternes personlige tanker og følelser, af mere eller mindre patosfyldt karakter, og var med til at give programmet sin helt særlige stemning af nat og refleksion.[kilde mangler]
"Stille" har i årevis været Barometerets nøgleord, og hver uge blev der uddelt en "Stille"-T-shirt, således at Barometer-lyttere kunne genkende hinanden.
Det Elektriske Barometer var allerede i 2003 truet af lukning, men efter folkelige protester, demonstrationer og støttekoncerter besluttede stationen at videreføre programmet.
I anledning af Barometerets 18 års fødelsdag afholdtes et stort fødselsdagsshow med optrædende kustnere som Peter Sommer, Sterling og The Blue Van.
Af tidligere værter, som siden har gjort sig bemærket på anden vis, kan nævnes skuespilleren Paprika Steen, forfatteren Helle Helle, Radio 24Syv-chefen Mikael Bertelsen, filminstruktøren Rune Schjøtt, musikeren Raske Penge TV2 Zulu-stemmen Vigga Svensson og P3-værten Tony Scott.
I 2017 blev programmet lukket, som følge af ny kanalstrategi for P3. Sidste udsendelse blev sendt d. 17. december 2017.